# Dresdner Universitätsjournal
Das Dresdner Universitätsjournal (auch Dresdner UniversitätsJournal, kurz UJ) war ein offizielles Publikationsorgan der Technischen Universität Dresden. Als Herausgeber fungierte die Rektorin der Universität, wobei die unabhängig arbeitende Redaktion Beiträge ablehnen konnte, die einer objektiven Berichterstattung zuwiderliefen.
Das im Januar 1990 gegründete Journal ersetzte die von 1961 bis 1989 durch die SED-Kreisleitung der Technischen Universität Dresden herausgegebene Universitäts-Zeitung. Das UJ erschien von Januar 1990 bis Dezember 2022 im zweiwöchentlichen Rhythmus und kam so bei einer Sommerpause während der vorlesungsfreien Zeit im Juli und August auf jährlich 20 reguläre Ausgaben. Das im Berliner Format vierfarbig gedruckte sowie online als PDF-Datei publizierte Journal berichtete über universitätsrelevante Themen aus Forschung und Lehre, aus dem akademischen Leben, aus der Universitätsgeschichte, über die Verbindung von Wissenschaft und Gesellschaft (insbesondere Wirtschaft) und über kulturelle Aktivitäten rund um die Universität. Es förderte zudem die inneruniversitäre Kommunikation und diente als Mitteilungsmedium der im Sächsischen Hochschulgesetz definierten Gremien.
Der Zeitungsdruck erfolgte in Nohra bei Weimar.